# USS Decatur (DDG-73)
De USS Decatur (designatie: DDG-73) is een Amerikaanse torpedobootjager uit de Arleigh Burkeklasse die op 29 augustus 1998 in dienst werd gesteld. Het schip is het vijfde marineschip dat vernoemd werd naar commandeur Stephen Decatur.
Het schip werd gebouwd op de Bath Iron Works-scheepswerf te Maine en opgeleverd op 11 januari 1996. De tewaterlating vond plaats op 8 november 1996.